# Al Strobel
Albert Michael Strobel, detto Al (Seattle, 1939 – Eugene, 2 dicembre 2022) è stato un attore statunitense.
È principalmente noto per il ruolo di MIKE/Philip Michael Gerard "L'uomo con un braccio solo" nella serie televisiva I segreti di Twin Peaks (1990-1991), creata da David Lynch e Mark Frost, nel film prequel Fuoco cammina con me (1992) e nel successivo revival della serie Twin Peaks (2017).

## Biografia
A causa di un incidente automobilistico che subì da adolescente, gli fu amputato il braccio sinistro. Oltre al ruolo di MIKE ne I segreti di Twin Peaks interpretò ruoli nei film Shadow Play, Megaville e Ricochet River e nelle commedie teatrali Romeo e Giulietta, Oklahoma e nel Riccardo III. Inoltre apparve nel film televisivo Figlio delle tenebre.
Nel 2015 apparve in un video in supporto di David Lynch, dopo che quest'ultimo aveva abbandonato il revival di Twin Peaks previsto per il 2016, insieme a numerosi altri membri del cast della serie. In seguito alla conferma del ritorno del revival, Strobel accettò di riprendere il ruolo di MIKE.

## Vita privata
Dal 2005 visse a Portland, in Oregon.

## Filmografia

### Attore

#### Cinema
- Shadow Play, regia di Susan Shadburne (1986)
- Sitting Target, regia di Phillip J. Roth (1990)
- Megaville, regia di Peter Lehner (1990)
- Ricochet River, regia di Deborah Del Prete (2001)
- Twin Peaks - Fuoco cammina con me (Twin Peaks: Fire Walk with Me), regia di David Lynch (1992)

#### Televisione
- I segreti di Twin Peaks (Twin Peaks) – serie TV, 10 episodi (1990-1991) - MIKE
- Figlio delle tenebre (Child of Darkness, Child of Light), regia di Marina Sargenti - film TV (1991)
- Twin Peaks - serie TV, 9 episodi (2017)

## Doppiatori italiani
Nelle versioni in italiano dei suoi film, Al Strobel è stato doppiato da:
- Dario De Grassi ne I segreti di Twin Peaks, Twin Peaks - Fuoco cammina con me
- Ambrogio Colombo in Twin Peaks (2017)